# Rozeta (architektura)

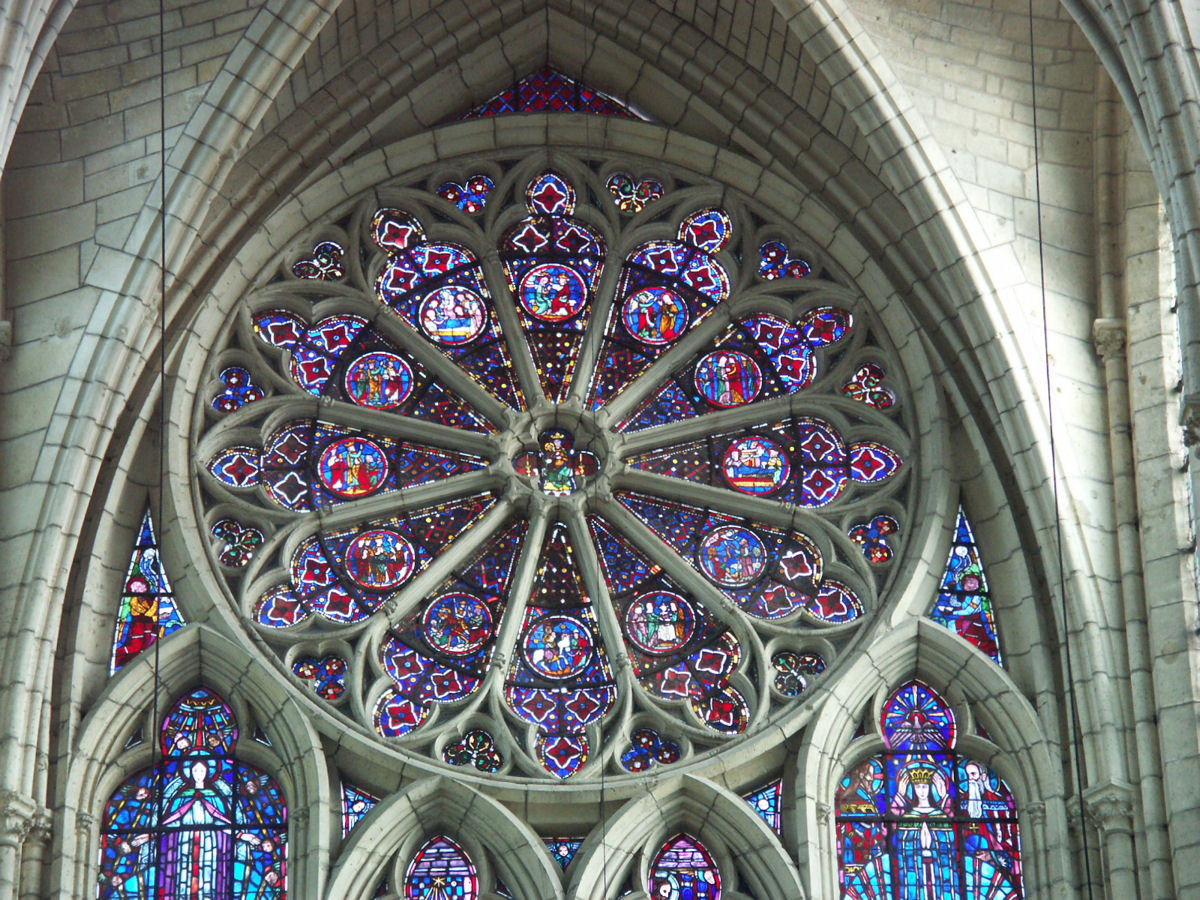
Rozeta w katedrze Soissons, Francja

Rozeta, różyca (fr. rosette – różyczka) – ornament architektoniczny w kształcie rozwiniętej róży.

## Opis
W architekturze gotyku rozetą nazywa się okrągły otwór okienny wypełniony witrażem i ornamentem maswerkowym, umieszczony nad głównym portalem kościoła lub w szczycie budynku. Na przykład w Krakowie znajduje się m.in. nad wejściem do Katedry na Wawelu. Występowały także w elewacji transeptu oraz rzadziej w architekturze świeckiej tego okresu.
Mianem rozety określane są również dekoracyjne kompozycje roślinno-kwiatowe w formie stylizowanego kwiatu gwiazdnicy lub róży o koncentrycznie ułożonych płatkach na plafonie lub suficie, malowane lub wykonane w stiuku, charakterystyczne dla wnętrz budowli z XVIII i XIX wieku. Rozeta wykonana w technice malarskiej ma zwykle formę tzw. rozety parasolowej.

Motyw dekoracyjny w formie rozety spotykany był w sztuce babilońskiej i asyryjskiej, a powszechny był w sztuce starożytnej Grecji i Rzymu. Występował tam w dekoracji kapiteli kolumn w porządku doryckim, w dekoracjach metop, pól kasetonów, w starożytnym malarstwie wazowym.
W okresie nowożytnym ornament taki stosowany był we wszystkich stylach wzorujących się na sztuce antycznej, głównie w renesansie i klasycyzmie.